# Odilon Barrot
Camille Hyacinthe Odilon Barrot (pronunciación francesa: [ɔdilɔ̃ baʁo]; 19 de julio de 1791 - 6 de agosto de 1873) fue un político francés que fue brevemente jefe del consejo de ministros bajo el rey Luis Felipe en 1848-1849.

## Primeros años de vida
Barrot nació en Villefort, Lozère. Pertenecía a una familia legal, su padre, abogado de Toulouse, había sido miembro de la Convención que había votado contra la muerte de Luis XVI. Los primeros recuerdos de Odilon Barrot se refieren a la insurrección de octubre de 1795. Fue enviado a la escuela militar de Saint-Cyr, pero más tarde se trasladó al Lycée Napoleón para estudiar derecho y fue llamado al colegio de abogados de París en 1811. Se casó con la nieta del político liberal Guillaume-Xavier Labbey de Pompières (1751-1831).Era hermano de Adolphe Barrot y Ferdinand Barrot.
Fue colocado en el despacho del político Jean Mailhe, que fue abogado ante el Consejo de Estado y el Tribunal de Casación y fue proscrito en la segunda restauración. Barrot finalmente lo sucedió en ambos puestos. Su descontento con el gobierno de la restauración se demostró en la conducción de algunos juicios políticos. Por su oposición en 1820 a una ley por la cual cualquier persona podía ser arrestada y detenida mediante una orden firmada por tres ministros, fue citado ante un tribunal de lo penal, pero absuelto. Aunque tenía intimidad con Lafayette y otros, no participó en sus planes para derrocar al gobierno, pero en 1827 se unió a la asociación conocida como "Aide-toi, le ciel t'aidera".

## Monarquía de Julio
Presidió el banquete ofrecido por la sociedad a los 221 diputados que habían firmado el discurso de marzo de 1830 a Carlos X y amenazó con responder a la fuerza con la fuerza. Tras las ordenanzas del 26 de julio de 1830, se alistó en la Guardia Nacional y tomó parte activa en la revolución. Como secretario de la comisión municipal, que tenía su sede en el ayuntamiento y se constituyó en gobierno provisional, se le encargó que transmitiera a la cámara de diputados una protesta que incorporara las condiciones que los liberales avanzados querían imponer al rey que se iba a elegir. Apoyó la idea de una monarquía constitucional contra los republicanos extremistas y fue nombrado uno de los tres comisionados elegidos para escoltar a Carlos X fuera de Francia.
A su regreso fue nombrado prefecto del departamento del Sena. Sus concesiones a la multitud parisina y su extrema gentileza hacia quienes exigían el procesamiento de los ministros de Carlos X dieron lugar a una comparación poco favorecedora con Jérôme Pétion en circunstancias similares. El gobierno de Luis Felipe no satisfizo en absoluto sus deseos de reforma, y él insistía en que se "ensancharan las bases de la monarquía", al tiempo que protestaba por su lealtad a la dinastía. En 1831 fue devuelto a la Cámara de Diputados por el departamento de Eure. Al día siguiente de la manifestación de junio de 1832 con ocasión de los funerales del general Lamarque, se convirtió indirectamente en portavoz de los demócratas en una entrevista con Luis Felipe, que se relata extensamente en sus Memorias. Posteriormente, al interceder ante el tribunal de casación en favor de uno de los alborotadores, consiguió la anulación de las sentencias dictadas por el consejo de guerra.
La muerte del duque de Orleans en 1842 fue un duro golpe para el partido de Barrot, que pretendía sustituir la regencia de la duquesa de Orleans por la del duque de Nemours en caso de sucesión del conde de París. En 1846 Barrot hizo una gira por Oriente Próximo, y regresó a tiempo para participar por segunda vez en los preparativos de la revolución. Organizó banquetes para los descontentos en las distintas ciudades de Francia y exigió una reforma electoral para evitar la revolución.
No previó la fuerza del estallido que su elocuencia había preparado el camino y se aferró al programa de 1830. Trató de apoyar la regencia de la duquesa en la cámara el 24 de febrero, pero descubrió que ya había pasado el momento de las medias tintas.

## Segunda República

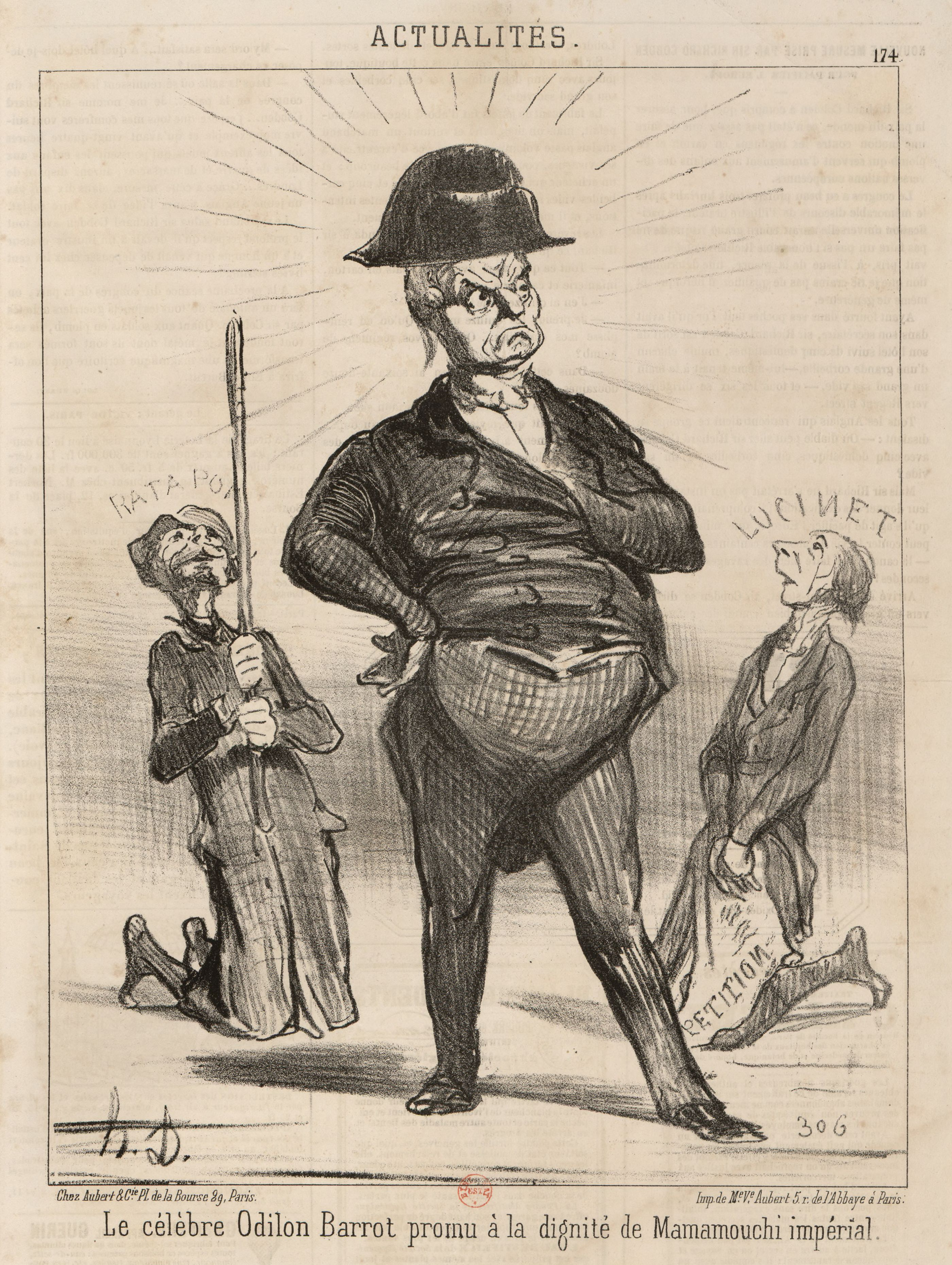
"El famoso Odilon Barrot ascendido a la dignidad de Mamamouchi imperial" por Honoré Daumier

Después de la Revolución de 1848, Barrot aceptó la república y dio su apoyo al general Cavaignac.
En las elecciones para presidente de la República de diciembre de 1848, Napoleón ganó con 5.434.266 votos contra 1.448.107 de Cavaignac. Napoleón prestó juramento el 20 de diciembre de 1848, un día antes de lo previsto, y nombró un ministerio que incluía a Barrot y al conservador Frédéric Alfred Pierre, conde de Falloux. Barrot fue ministro de Justicia y "presidente del consejo de ministros en ausencia de Napoleón".Tras las elecciones nacionales, la Asamblea Constituyente fue sustituida por la Asamblea Legislativa, que se reunió por primera vez el 28 de mayo de 1849. El 2 de junio de 1849 se anunció un nuevo ministerio, nuevamente encabezado por Barrot. Incluía a De Tocqueville como Ministro de Asuntos Exteriores. Este ministerio fue disuelto por Napoleón el 31 de octubre de 1849. El nuevo ministerio no tenía "presidente cuando Napoleón estaba ausente". Un biógrafo dijo que Barrot esperaba obtener medidas liberales, pero fue despedido tan pronto como cumplió el propósito del presidente de evitar un conflicto abierto.

## Carrera Posterior
Tras el golpe de Estado de diciembre de 1851, Barrot fue uno de los que pretendieron acusar a Napoleón de alta traición. Estuvo encarcelado por un corto tiempo y se retiró de la política activa durante unos diez años. Una vez más se vio atraído por las esperanzas de reforma de Émile Ollivier, y aceptó en 1869 la presidencia de un comité extraparlamentario sobre descentralización. Después de la caída del imperio, Adolphe Thiers, a quien había apoyado bajo Luis Felipe, lo nombró presidente del Consejo de Estado, pero sus poderes estaban fallando y solo había ocupado su nuevo cargo durante aproximadamente un año cuando murió. en Bougival.
Barrot fue descrito por Paul Thureau-Dangin como "el más solemne de los indecisos, el más meditativo de los imprudentes, el más feliz de los ambiciosos, el más austero de los cortesanos de la multitud" (le plus solennel des indécis, le plus méditatif des irréfléchis, le plus heureux des ambitieux, le plus austere des courtisans de la foule).